# Ti va di ballare?
Ti va di ballare? (Take the Lead) è un film del 2006, diretto da Liz Friedlander, con Antonio Banderas. È ispirato alla vita di Pierre Dulaine, ballerino da sala ed insegnante noto negli Stati Uniti per l'introduzione del ballo nelle scuole dove ha inventato le "classi danzanti" (dancing classrooms in inglese).

## Trama
Nella stessa sera si tengono due eventi molto diversi: Pierre Dulaine, insegnante e proprietario di una scuola di ballo da sala, presenta i suoi allievi, ragazzi dell’alta società; nella vicina scuola pubblica si tiene un ballo in palestra da cui viene allontanato Rock, un ragazzo che vive col padre alcolista e con la madre. A fine serata Pierre assiste alla distruzione da parte di Rock di una macchina che scopre essere di proprietà di Augustine James, preside della scuola pubblica.  
Nel tentativo di andare in fondo alla faccenda Pierre va a colloquio con Augustine, cui si propone per tenere il doposcuola punitivo i cui ragazzi sono chiamati “i rifiuti della scuola”. La preside è felice di lasciare questo compito a Pierre, poiché ogni altro insegnante si è rifiutato di passare il tempo con quei ragazzi, pur ritenendo il signor Dulaine incapace di resistere per più di un giorno.  
Pierre comincia la prima lezione e si avvia a fare le coppie, scatenando però una rissa quando cerca di accoppiare Rock con LaRhette, una delle ragazze presenti. Il giorno dopo quindi Dulaine va a parlare con la preside James per capire il motivo di questa animosità tra i due, scoprendo che i fratelli di entrambi erano coinvolti in una guerra tra bande finita con varie morti, tra cui quella dei due ragazzi. 
Alla scuola di ballo di Pierre una delle sue studentesse, Caitlin, è sotto pressione perché si avvicina per lei il ballo delle debuttanti: si sente incapace di ballare, invidiando invece la grazia e le capacità di Morgan, un’altra delle ballerine della scuola. Questo ispira a Pierre un piano per invogliare i ragazzi del doposcuola, appassionati al ballo hip hop e poco motivati a imparare il ballo da sala, a impegnarsi per seguire le sue lezioni: invita Morgan a esibirsi con lui ballando un tango dopo il quale comunica ai ragazzi che alla fine del semestre ci sarà una gara cittadina con un premio di cinquemila dollari. Sasha, una delle ragazze del doposcuola, esprime a Morgan la sua ammirazione ricevendo una risposta superba da parte di questa.
Alla notizia della gara i ragazzi acquisiscono entusiasmo e si appassionano alle lezioni di danza. Cominciano anche a fidarsi di Pierre al punto che Kurd, uno dei ragazzi, va a casa dell’insegnante per chiedergli consiglio riguardo alla sua cotta per Big Girl, sua partner di ballo ma dal fisico abbondante per cui Kurd si sente a disagio all’idea di frequentarla, sapendo che probabilmente verrà preso in giro dai suoi amici. Dopo aver rivelato al ragazzo di essere vedovo, Pierre lo spinge a non interessarsi all’opinione altrui e a essere sincero riguardo ai suoi sentimenti con Big Girl; i due cominceranno poi a frequentarsi. 
Caitlin, saputo da Morgan dell’esistenza del doposcuola, chiede a Pierre di potersi unire alle lezioni. I ragazzi inizialmente sono molto diffidenti nei suoi confronti, credendo che voglia solo vedere come si vive nei bassifondi per andare a prenderli in giro con i suoi amici dell’alta società; accettano di farla rimanere quando Caitlin rivela loro di sentirsi molto più a suo agio con loro che con i ragazzi della scuola privata; finirà quindi in coppia con Monster, un ragazzo il cui fisico massiccio lo rende a detta sua inadatto a ballare. 
LaRhette, figlia di una prostituta e orfana di padre, si prende cura dei suoi fratelli più piccoli mentre la madre lavora sulle strade. Una notte scappa di casa dopo che uno dei clienti della madre cerca di violentarla e, non sapendo cosa fare, si rifugia a scuola dove incontra Rock, scappato a sua volta di casa dopo essere stato licenziato e aver litigato con il padre ubriaco. I due litigano arrivando alle mani e vengono poi trovati da una guardia di sicurezza: LaRhette viene prelevata da sua madre e riportata a casa mentre Rock fa chiamare Pierre, spacciandolo come il proprio padre, che lo ospiterà per la notte. 
La Preside James vorrebbe sospendere i ragazzi ma Pierre riesce a convincerla a lasciarli a lui: li sottopone a lezioni aggiuntive in cui li fa ballare insieme, per insegnargli a fidarsi l’uno dell’altra; affiderà poi a loro il compito di gareggiare nel valzer durante la gara. Cercherà anche di far collaborare Ramos e Danjou: il primo è infatti geloso del fatto che il secondo balli con Sasha e lo provoca fino a scatenare una rissa; Pierre li obbliga a ballare entrambi con Sasha lasciando loro il compito di decidere chi balla cosa nel tentativo di avvicinarli e insegnargli la collaborazione e il rispetto reciproco.
Quando il seminterrato dove si tiene il doposcuola si allaga, Pierre porta i ragazzi nella sua accademia per la lezione. Qui questi si scontrano con Morgan che li prende in giro per le loro scarse capacità, rivelando loro che per partecipare alla gara cittadina occorrono duecento dollari per l’iscrizione. I ragazzi si arrabbiano con Pierre, sentendosi presi in giro da lui sia per avergli fatto credere nelle loro capacità, che ritengono molto inferiori rispetto a quelle degli studenti privati, sia perché lui non ha detto loro del prezzo dell’iscrizione pur sapendo che il loro scopo era partecipare alla gara e non hanno i soldi per permetterselo. Pierre riesce però a convincerli a credere in loro stessi e gli assicura che coprirà le quote di partecipazione di ognuno di loro. 
Il professor Temple, insegnante di matematica, approfitta di un incontro dell’associazione genitori insegnanti per criticare  lo spreco di risorse rappresentato dalle lezioni di danza; Pierre interviene prontamente spiegando come il ballo da sala insegni il lavoro di squadra, il rispetto e la dignità. Il programma può quindi essere mantenuto. 
Rock, dopo il licenziamento, si è unito a una gang di strada con cui partecipa a vari tipi di traffici illegali. Viene a sapere che la data di uno dei colpi si sovrappone a quella della gara e, pur a malincuore, decide quindi di non presentarsi a quest’ultima. La sera del colpo, tuttavia, il ragazzo non riesce a convivere con il senso di colpa nei confronti di LaRhette e con l’idea di stare percorrendo le orme del fratello: decide quindi di attivare l’allarme antincendio facendo saltare il colpo e correndo a sostenere la gara. 
Mentre Monster, che nel frattempo è innamorato ricambiato di Caitlin, sostituisce il cavaliere di quest’ultima durante il ballo delle debuttanti facendola per la prima volta ballare con sicurezza ed eleganza, i ragazzi partecipano alla gara. Sasha e Danjou riescono a entrare in finale nella gara di tango, ma la ragazza non crede di avere le capacità per vincere contro Morgan e il suo partner, loro diretti rivali; Danjou e Ramos si mettono d’accordo e a sorpresa si esibiscono entrambi con Sasha, dando vita a un'esibizione di un magnifico tango di squadra, pur venendo squalificati perché la gara è riservata alle coppie. Morgan, come vincitrice della competizione, decide di concedere al terzetto un pareggio congratulandosi con Sasha per la sua bravura. 
Rock riesce ad arrivare in tempo per il valzer con LaRhette dopo il quale i due, che durante le lunghe ore di prove si sono innamorati, si baciano. Il ragazzo va poi a scusarsi con la preside per la distruzione della sua macchina, ma questa lo perdona prontamente andando poi a riferire a Pierre che vuole che il programma di ballo diventi permanente: ha visto come i ragazzi abbiano imparato molto da ogni punto di vista e desidera che questa influenza positiva non si interrompa. 
Alla fine della serata i ragazzi del doposcuola riescono a impossessarsi dell’impianto stereo e tutta la sala si esibisce, improvvisando, su balli hip hop; Pierre e Tina, sua assistente e innamorata di lui, si allontanano insieme per una passeggiata: Pierre ha deciso di dare una possibilità all’amore. 

## Distribuzione internazionale
- Stati Uniti d'America: 7 aprile 2006
- Hong Kong: 27 aprile 2006
- Italia: 28 aprile 2006
- Spagna: 28 aprile 2006
- Germania: 25 maggio 2006
- Francia: 5 luglio 2006